# Nguyễn Văn Mỹ (thiếu tướng quân đội)
Nguyễn Văn Mỹ (sinh 1965) là tướng lĩnh cấp cao trong Quân đội nhân dân Việt Nam, hàm Thiếu tướng, hiện đang giữ chức Chủ nhiệm Chính trị Tổng cục Kỹ thuật, Đảng ủy viên Tổng cục Kỹ thuật.

## Sự nghiệp
Ông sinh ngày 22 tháng 10 năm 1965 tại phường Phượng Lâu, TP.Việt Trì, tỉnh Phú Thọ.
Năm 1983, học viên Trường Sĩ quan Vũ khí Đạn.
Năm 1986, công tác tại Kho K802, Cục Quân khí, Tổng cục Kỹ thuật.
Năm 1992, công tác tại Kho K860, Cục Quân khí, Tổng cục Kỹ thuật.
Năm 1997, Trưởng ban Kế hoạch, Kho K860, Cục Quân khí, Tổng cục Kỹ thuật.
Năm 1998, Trợ lý Phòng Cán bộ, Cục Chính trị, Tổng cục Kỹ thuật.
Năm 2008, Phó Trưởng phòng Cán bộ, Cục Chính trị, Tổng cục Kỹ thuật.
Năm 2009, Chủ nhiệm Chính trị Cục Quân khí, Tổng cục Kỹ thuật.
Năm 2010, Chính ủy Cục Quân khí, Tổng cục Kỹ thuật, Bí thư Đảng ủy Cục Quân khí.
Năm 2019, Chủ nhiệm Chính trị Tổng cục Kỹ thuật, Đảng ủy viên Tổng cục Kỹ thuật.

## Lịch sử thụ phong quân hàm
Thiếu tướng (12.2019)